# 朱希周
朱希周（1473年—1557年），字懋忠，号玉峰。直隸崑山縣（今江苏崑山）人。明朝政治人物，弘治丙辰狀元，官至南京吏部尚書。

## 生平
希周生于明成化九年（1473年），弘治九年（1496年）成丙辰科一甲一名進士（状元）。傳聞因明孝宗喜其名字，列為第一，授修撰，進侍講，充經筵講官。參修《大明會典》。嘉靖初年（1522年）官禮部右侍郎。在大禮議中反對世宗。次年，遷任南京吏部尚書。嘉靖六年（1527年）兩京官員考核，南京六科無人去職。桂萼在大禮議中即與朱希周不和，便借機彈劾他庇護下屬。朱希周無奈，稱病乞休，家居三十年，雖然屢獲推薦，終於不得複用。嘉靖三十六年（1557年）卒，贈太子太保。
按例，詞臣出身者諡“文”，但與朱希周父親朱文名字衝突。朱希周臨終時特意囑咐諸子，如果蒙朝廷賜諡，請勿犯家諱。於是朝廷避免“文”字，特諡恭靖。

## 軼事
朱希周中丙辰狀元後六十年，得見嘉靖丙辰科狀元諸大綬，次年始卒。

## 家族
朱希周籍貫崑山，後遷吳縣，高祖朱吉官至戶科給事中。父朱文，官至湖广按察副使。母王氏（封孺人）。

## 延伸阅读
[在维基数据编辑]
 《國朝獻徵錄·卷之二十七》，出自焦竑《國朝獻徵錄》
 《明史卷一百九十一》，出自《明史》

## 參看
- 明朝狀元列表